# Jerzy Skolimowski (Ruderer)
Jerzy Walerian Skolimowski (* 9. Dezember 1907 in Łuków; † 12. Februar 1985 in London) war ein polnischer Steuermann im Rudern.
Der 1,50 m große Skolimowski von AZS Warszawa schied bei den Olympischen Spielen 1928 mit dem polnischen Achter im Zwischenlauf aus, in der Gesamtwertung erreichte der Achter den vierten Platz. 
Bei den Olympischen Spielen 1932 in Los Angeles gewann Skolimowski zwei Medaillen. Im Zweier mit Steuermann erreichte er zusammen mit Jerzy Braun und Janusz Ślązak den zweiten Platz hinter dem siegreichen US-Zweier. Im Vierer mit Steuermann siegte das deutsche Boot vor den Italienern. Dahinter belegten Jerzy Braun, Janusz Ślązak, Stanisław Urban, Edward Kobyliński zusammen mit Skolimowski den dritten Platz. Bei den Europameisterschaften 1933 gewannen Braun, Ślązak und Skolimowski die Silbermedaille hinter dem ungarischen Boot. In der gleichen Besetzung trat der Zweier auch bei den Olympischen Spielen 1936 an, verpasste dort aber ebenso den Finaleinzug wie der ebenfalls von Skolimowski gesteuerte Vierer.
Skolimowski schloss ein Architekturstudium an der TU Warschau ab. 1932 reichte er auch Werke für die Kunstwettbewerbe der Olympischen Spiele ein, eine Platzierung ist nicht bekannt. Skolimowski entwarf den Innenausbau des polnischen Passagierdampfers Piłsudski. Im Zweiten Weltkrieg kämpfte er in der polnischen Armee gegen Deutschland und schloss sich nach der Niederlage den Exil-Streitkräften an. Skolimowski wanderte später nach England aus. Er starb in London, sein Leichnam wurde nach Warschau überführt, wo er auf dem Powązki-Friedhof beigesetzt ist.